# Christopher Coppola
Christopher Coppola (* 25. ledna 1962 Los Angeles County) je americký filmový režisér a scenárista, syn pedagoga Augusta Coppoly a tanečnice Joy Vogelsangové, starší bratr herce Nicolase Coppoly (Cage). Debutoval v roce 1988 filmem Drákulova vdova (Dracula's Widow). Mezi jeho další filmy patří Nebezpečná hra (Deadfall; 1993), G-Men from Hell (2000) a Sacred Blood (2015). V roce 2017 hrál ve filmu Pokrevní mstitel (Arsenal), a sice bratra postavy, kterou ztvárnil jeho bratr Nicolas. Rovněž se věnuje pedagogické činnosti na Sanfranciském uměleckém institutu, kde sám v osmdesátých letech studoval.